# Arrosage

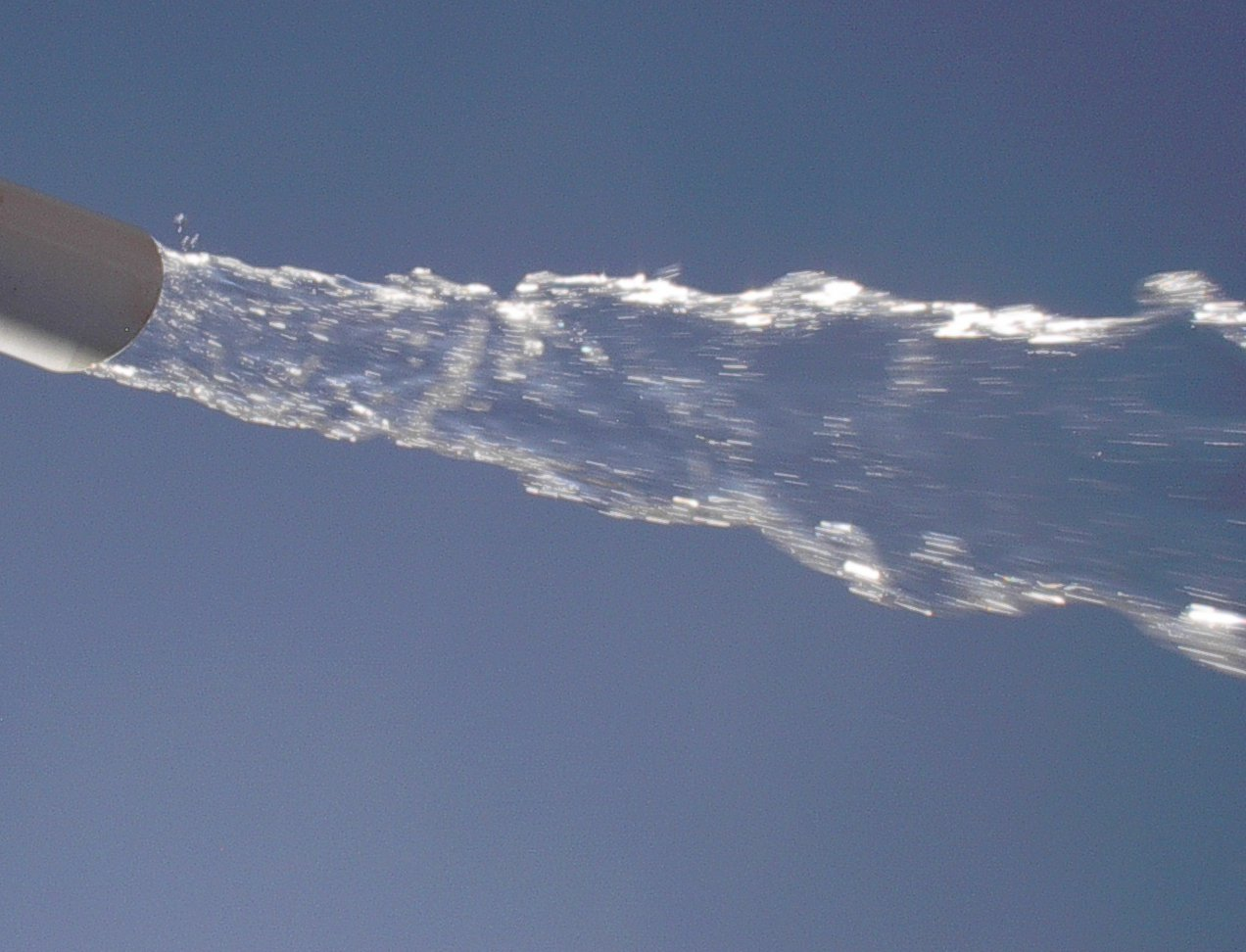
Arrosage

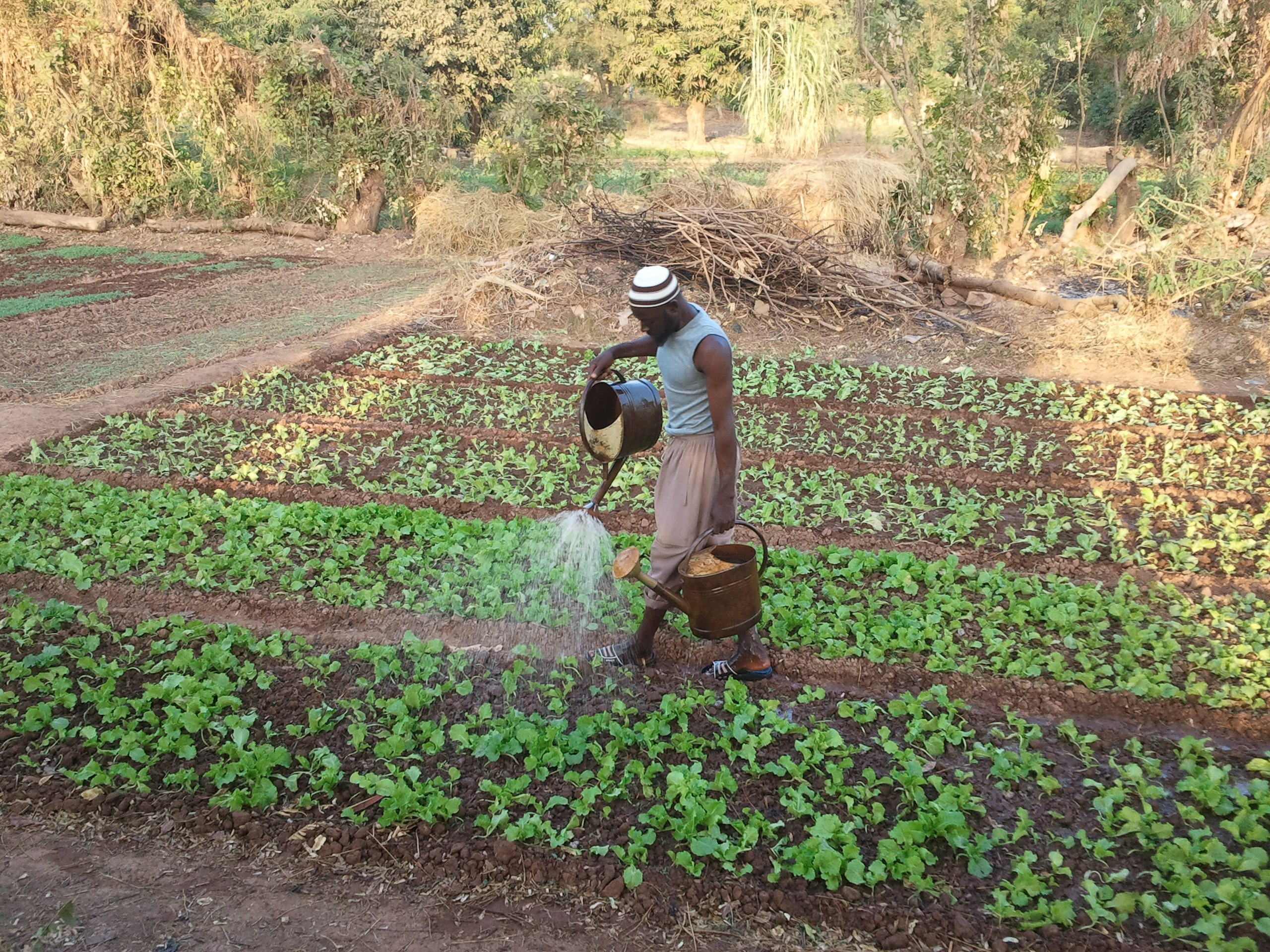
Arrosage de laitues au Burkina Faso

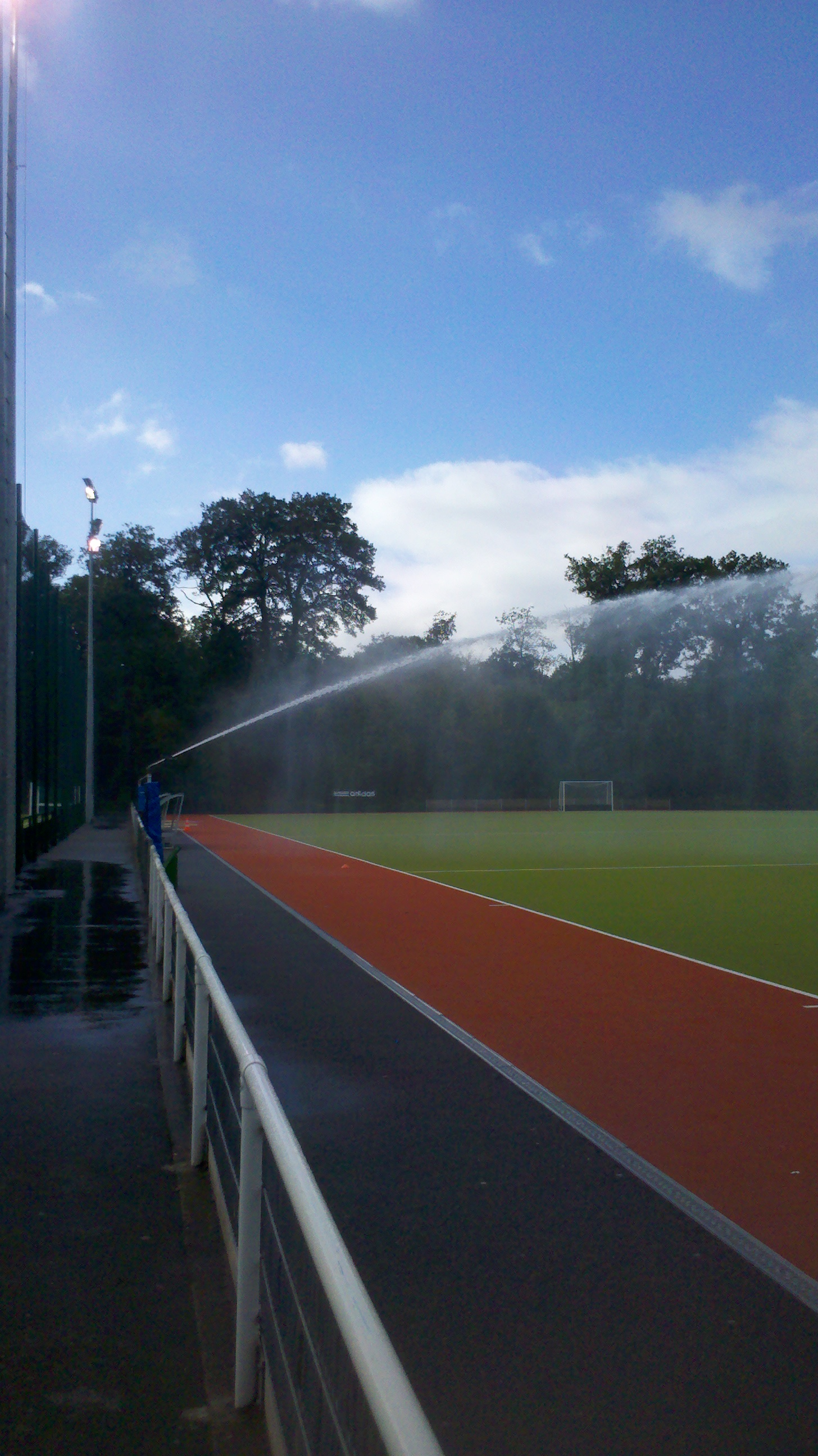
Arrosage d'une pelouse synthétique de Hockey sur gazon (pour le rendre plus glissant)

Pour l’article homonyme, voir Arrosage (cuisine).
L'arrosage est une opération de jardinage consistant à apporter les quantités d'eau nécessaires à la bonne croissance des végétaux.
On utilise le terme « arrosage » principalement pour les cultures en pot. En pleine terre, on utilise plutôt le terme d'« irrigation » nécessitant l'utilisation de techniques plus précises.

## Arrosage et type de sols
Parmi les facteurs à maitriser, le débit et la dose de l'arrosage :
- en sol sableux, une petite dose, fréquente, apportée rapidement, afin de compenser l'effet drainant de ce type de sol,
- en sol limoneux, une dose plus forte, plus rare, apportée lentement,
- en sol argileux, une dose forte, rare, apportée très lentement.

## Fréquence
La consommation en eau des plantes par évapotranspiration (ETP) est évidemment très variable selon les espèces et les saisons. Certains sites Internet indiquent le niveau d'ETP quotidien. Le but de l'arrosage est de compenser cette perte quotidienne. En sol sableux (très drainant), on pourra par exemple apporter 12 mm d'eau tous les 3 jours (ou 16 mm tous les 4 jours). En sol argileux, 24 mm tous les 6 jours (ou 28 mm par semaine).
Généralement, on n'arrose une plante que lorsque le substrat est presque sec (en veillant à ne jamais laisser complètement sécher). En hiver, cela peut arriver au bout de plusieurs semaines. Au printemps, au bout de plusieurs jours. En plein été, à l'ombre, au bout d'un jour, et enfin, en plein été, au grand soleil ou un jour très venteux, au bout de quelques heures.

## Optimisation
Trop ou trop peu, trop souvent et peu, les risques d'un arrosage à contretemps ne sont pas à négliger. La nature du sol et de sa réserve utile en eau sont des éléments importants à connaitre pour optimiser ses arrosages.
Les plantes souffrent plus d'un excès d’eau que d'un manque. Elles peuvent résister à une longue période sèche et « renaitre » à la faveur d’une pluie. En revanche, quand les racines baignent en permanence, elles pourrissent et la plante est condamnée.
Comme on ne peut agir sur la météo il est préférable de se concentrer sur le sol et améliorer le pouvoir tampon de celui-ci : taux d'humus important, terre meuble propice à un enracinement harmonieux et en profondeur si possible. L'usage d'engrais vert permet à la fois d'enrichir le sol en nutriments et d'améliorer sommairement ses capacités de drainage.
Les plantes issues de semis ont une racine pivot descendant plus profond dans le sol. Elles sont donc plus à même de trouver de l'eau que les plantes bouturées.
Il existe différentes techniques, surtout utilisées en permaculture, permettant de limiter l'apport en eau en optimisant l'arrosage :
- le paillage permet de conserver l'eau plus longtemps dans le sol surtout lorsque la plantation est faite en pratiquant une cuvette autour de la plante.
- On dit que « un binage vaut deux arrosages ». En effet, une terre ameublie permet de stocker une bien plus grande quantité d'eau. Les arrosages répétés tassent la surface du pot. Il peut se former une couche de mousse en surface, signe d'asphyxie (comme sur les gazons). Il ne faut donc pas hésiter à biner souvent cette surface pour aérer. Dans un pot, une fourchette fait bien l'affaire.
- On peut ajouter de la tourbe et du compost au substrat pour qu'il absorbe plus d'eau. Il y a aussi des matériaux isolants vendus par les marchands de matériaux de construction en grands sacs, à bon prix : pierre ponce concassée (ou pumice, en anglais), pouzzolane (roche volcanique), vermiculite (flocons de mica expansé) à forte rétention d'eau, bon drainage et aération), perlite (bon drainage et aération, faible rétention d'eau).

## Quand arroser?
L’irrigation du matin est toujours favorable car elle laisse un long temps de transpiration et de ressuyage du feuillage mouillé. Il est également recommandé d'arroser plutôt le matin car les arrosages du soir facilitent la circulation des limaces la nuit. 
Par ailleurs, afin de limiter l'évaporation de l'eau d'arrosage, on n'arrose jamais aux heures les plus chaudes de la journée.
Si on n'arrose pas la nuit ou au petit matin, on veillera à purger les tuyaux d'arrosage avant de les utiliser afin de ne pas brûler les plantes avec une eau trop chaude par stagnation longue dans un tuyau exposé au plein soleil.

## Arrosage par gravitation
Procédé consistant à amener l'eau en se servant de la dénivellation du terrain